# Wieszkajma
Wieszkajma (ros. Вешкайма) – osiedle typu miejskiego w Rosji, w obwodzie uljanowskim, ośrodek administracyjny rejonu wieszkajmskiego. W 2010 liczyło 6619 mieszkańców.